# Pandemic (desková hra)
Pandemic je desková hra navržená Mattem Leacockem a vydaná v roce 2008 společností Z-Man Games (v Česku distribuovaná firmou Albi). Cílem hry je zabránit celosvětové pandemii. Oproti většině ostatních her hráči nehrají proti sobě, ale společně se snaží vyvinout léky proti všem nemocem. Hra je určena pro 2–4 hráče, je možno ji hrát i samostatně.

## Herní mechanismus
Cílem hry je vyvinout léky na všechny choroby vyskytující se ve hře - anthrax, choleru, SARS a břišní tyfus.

### Mapa
Herní plán je tvořen mapou Země s 48 vyznačenými městy a leteckými či lodními linkami mezi nimi. Každá nemoc má svoji oblast, ve které propukají epidemie dané choroby. Dále obsahuje stupnice epidemií a pandemií. V městech postupem času propukají nemoci, které mohou přerůst v pandemii. Hráči využívají dopravní trasy pro cestování po mapě, zároveň se skrze ně šíří nemoci během pandemií. Postavy jsou reprezentovány figurkami, nemoci reprezentují krychličky v barvě nemoci (modrá pro anthrax, černá pro choleru, červená pro SARS, žlutá pro tyfus). Každé město může obsahovat maximálně tři kostičky nemocí, pokud by mělo dojít k přiložení čtvrté, dojde k pandemii a nemoc se šiří do okolních měst a okolní města obdrží jednu krychli nemoci. Může dojít i k řetězové pandemii, kdy pandemie v jednom městě vyvolá pandemii v druhém. Osmá pandemie ve hře znamená prohru.
Na začátku hry jsou všechny figurky umístěny do Atlanty a zde je také umístěno první výzkumné středisko (v Atlantě má sídlo Středisko pro kontrolu a prevenci nemocí).

### Karty
Hra využívá dva balíčky – herní a infekční. Oba balíčky obsahují jednu kartu pro každé město, do herního se dále přimíchá 4-6 karet epidemií a několik karet speciálních akcí. Herní karty měst slouží pro vývin léků, pohyb po mapě či stavbu výzkumného střediska. Infekční karta přidá kostičku nemoci pro dané město. Každé kolo se hraje tolik infekčních karet, kolik ukazuje infekční počitadlo.
Vytažení karty epidemie má několik následků: do města, které se vybere zespodu infekčního balíku, jsou umístěný tři kostičky nemocí a vyložené karty infekcí se zamíchají a umístí zpět do infekčního balíku. Dále se počitadlo infekcí posune o jedno políčko.

### Role
Každý hráč si před hrou vylosuje roli se speciálními schopnostmi – lékař, vědec, dispečer, výzkumník nebo operační specialista. Lékař dokáže vyléčit celé město od jedné choroby (ostatní dokáží snížit stupeň infekce o jeden stupeň), vědec dokáže rychleji vyvinout lék, dispečer může urychlit pohyb ostatních hráčů, výzkumník dokáže snadno předávat své znalosti (herní karty) ostatním a operační specialista vybuduje výzkumné centrum bez použití karet.

### Tah hráče
Hráč na počátku svého tahu provede čtyři akce (pohyb po mapě, stavba výzkumného střediska, léčba choroby, vynalezení léku, předání znalostí), poté dobere dvě karty z herního balíčku a lízne několik karet z infekčního balíku.
Postava se může pohybovat do sousedního města za cenu jedné akce, za cenu akce a hrací karty se může přesunout do jiného města (hráč musí mít kartu města, do kterého chce letět – přímý let) nebo pokud zahraje kartu města, ve kterém stojí, může letět do libovolného města (charterový let). Dále se může hráč přesunovat kyvadlovou dopravou za cenu akce mezi městy s výzkumnými středisky. Dispečer je role specializující se na pohyb po mapě – může během svého tahu pohybovat ostatními postavami podle stejných pravidel a smí přesunout figurku do města, kde už nějaká postava stojí. Na všechny akce potřebuje souhlas dané postavy.
Pro výstavbu výzkumného střediska musí postava zahrát kartu města, ve kterém stojí. Operační expert může postavit středisko bez použití karty.
Lék je vynalezen, pokud některý hráč shromáždí pět herních karet stejné barvy (vědec jen čtyři), vyskytuje se ve městě s výzkumným střediskem a obětuje jednu svoji akci.
Hráči si mohou vyměňovat herní karty mezi sebou – oba hráči musí stát ve stejném městě, které je uvedeno na kartě, kterou si chtějí předat. Výzkumník může předat libovolnou kartu bez ohledu na město, kde se vyskytuje (stále musí být oba ve stejném městě).
Hráč může za cenu jedné akce zbavit město, ve kterém se vyskytuje, jedné kostky nemoci. Pokud už byl vynalezen lék dané barvy, odstraní všechny kostky dané barvy. Lékař léčí za cenu jedné akce všechny kostky jedné barvy, s lékem dané barvy léči nemoc pouhým průjezdem městem bez spotřeby akce.

### Konec hry
Hráči vítězí, pokud hráči vyvinou všechny léky. Hráči prohrají, pokud se stane, aby se nějaká nemoc příliš rozšířila (vyčerpají zásobu kostiček jedné barvy) nebo příliš mnoho pandemií (8), případně pokud je dobrán balíček herních karet.

## Rozšíření
Celkem byly vydány čtyři rozšíření k základní hře.
- V roce 2009 bylo vydáno rozšíření Nové hrozby (v originále On the brink), které zavádí nové role, pátou chorobu nebo volitelná modifikace pravidel jako hra proti lidskému oponentovi (bioterorista).
- V roce 2013 vyšlo druhé rozšíření nazvané In The Lab. Jsou přidány nové role, události a scénář hraní. Je v anglickém jazyce.[1]
- V roce 2015 bylo vydáno třetí rozšíření s názvem State of Emergency. Je v angličtině a do hry přidává nové role, nové události a i novou nemoc.[2]

## Obdobné hry od Z-Man Games
Společnost vydala další alternativní verze (anglicky spinoffs), které jsou obdobné k původní hře, ale mají jiné téma a mohou mít i odlišný způsob herního mechanismu.
1. Pandemic: The Cure
2. Pandemic: Contagion
3. Pandemic Legacy
4. Pandemic: Reign of Cthulhu
5. Pandemic Iberia